# Inna Forostiouk
Inna Forostiouk (ukrainien : Форостюк Інна Вадимівна) est une chercheuse ukrainienne spécialisée dans l'art populaire, une scientifique, une enseignante et une pissankarka.

## Biographie

### Activité universitaire
Elle est diplômée de l'université de Louhansk
Elle est professeure agrégée de l'université nationale d'Ukraine Vladimir Dahl. Elle a fait des recherches sur l'influence de l'art populaire sur le développement du potentiel créatif des jeunes. C'est en 2010 qu'elle a soutenu sa thèse de doctorat.

### Activité artistique
Au début des années 1990, elle s'est intéressée au pysankarya. En 2004-2009, avec son mari Oleg Forostiouk (uk), elle a organisé des séjours à l'étranger pour collecter des informations sur les traditions populaires de Pâques et de Noël dans la Lemkovie (Pologne), en Lusace (Allemagne), en Slovénie, en Hongrie et en République tchèque. Elle a participé à des festivals d'artistes traditionnels à Vinnytsia, Kosmachi, à Lemkivska Vatra en Pologne, en Estonie, ainsi qu'à de nombreux événements culturels de la région de Louhansk. Elle dirige des classes de maître dans les établissements d'enseignement.

## Galerie

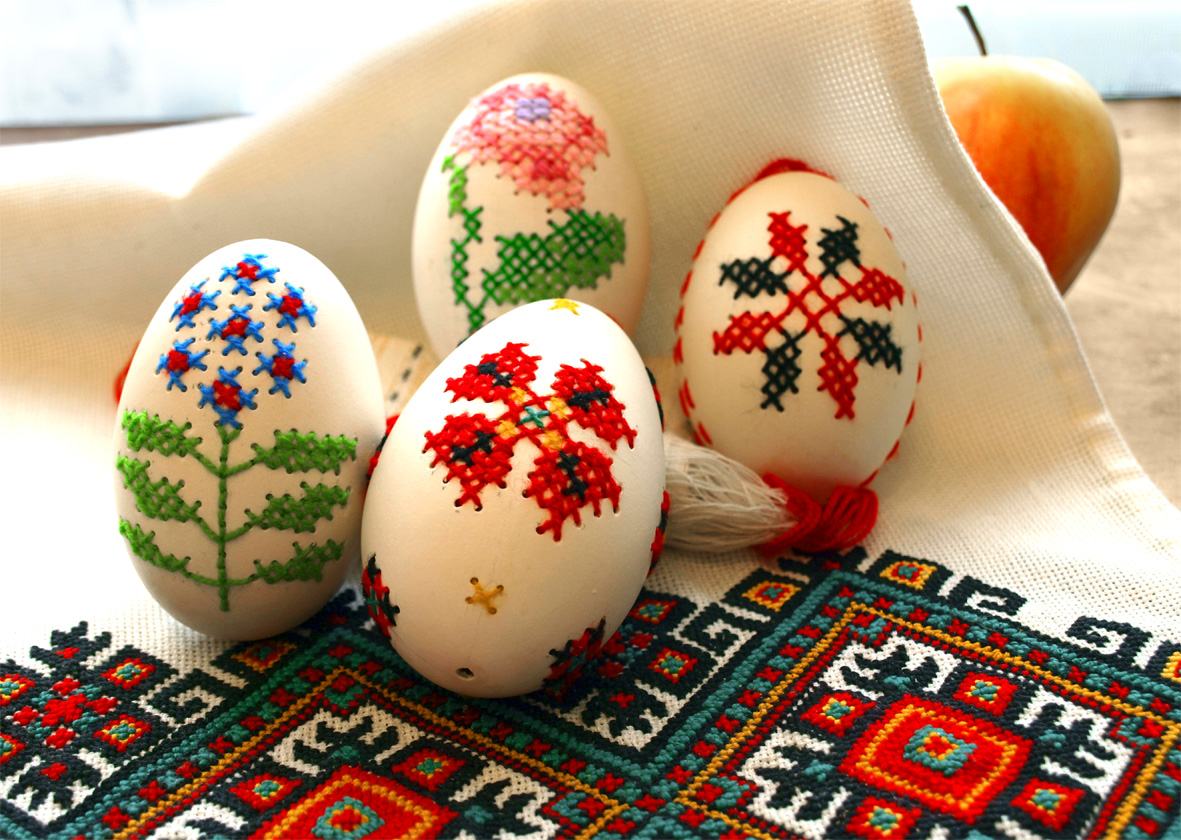
Œufs de Pâques brodés par Inna Forostiouk, qui ont ajouté à la collection de Leonid Kravtchouk, président de l'Ukraine (1991–1994)
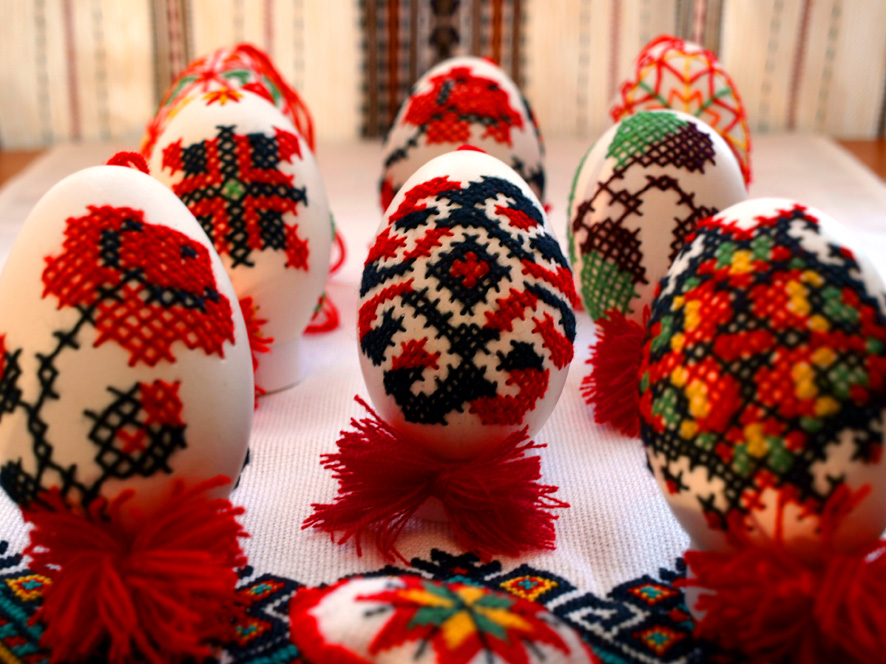
Œufs de Pâques brodés
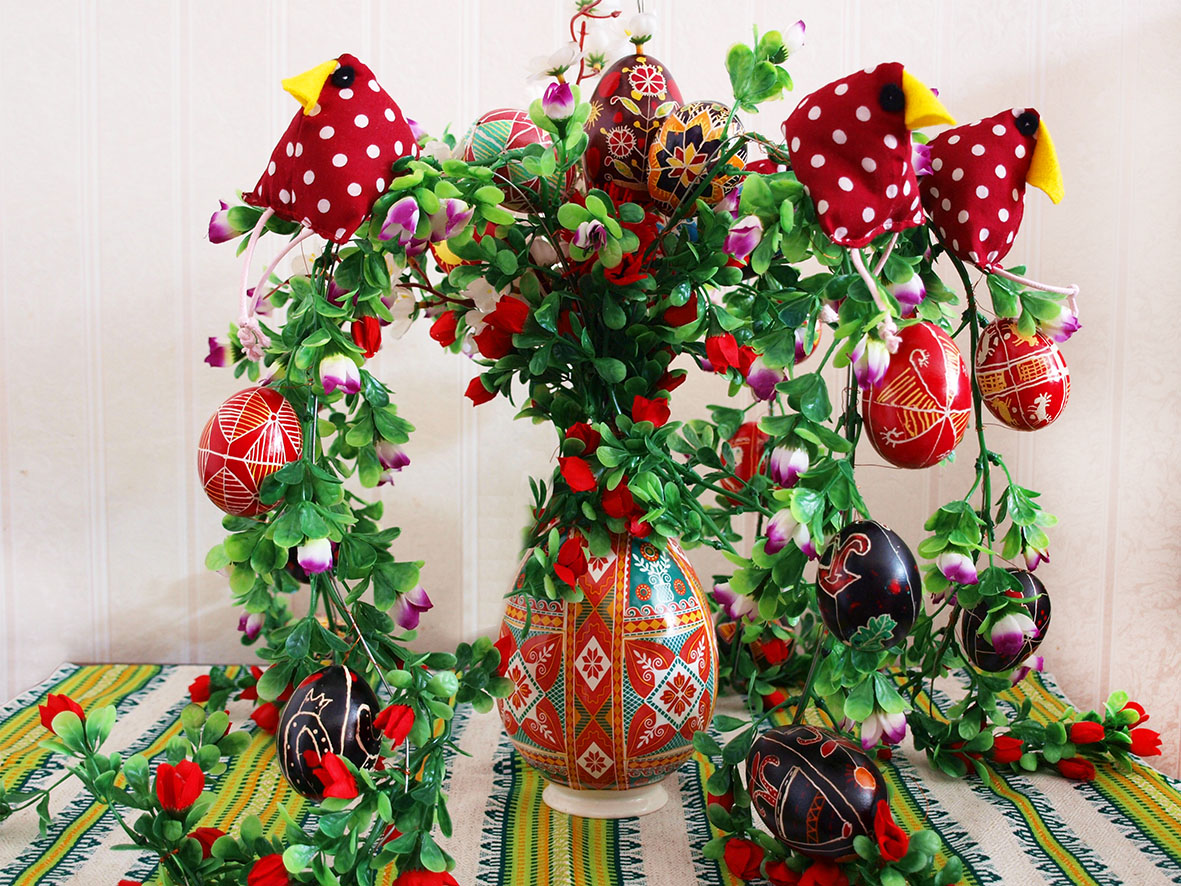
Bouquet de Pâques conçu avec l'aide d'Inna Forostiouk